# Кэмпбелл, Джонни (футболист, 1872)
Джон Джеймс Кэ́мпбелл (англ. John James Campbell; 19 августа 1872, Глазго, Шотландия — 2 декабря 1947, Глазго, Шотландия), более известный как Джо́нни Кэ́мпбелл (англ. Johnny Campbell) — шотландский футболист, нападающий. Наиболее известен по своим выступлениям за шотландский клуб «Селтик» и английский «Астон Вилла», с которыми завоевал в общей сложности 23 трофея.

## Клубная карьера
Джонни Кэмпбелл родился 12 сентября 1871 года в Глазго. Футбольную карьеру начал в клубе «Бенберб», а весной 1890 года перешёл в «Селтик». Дебют молодого нападающего состоялся 20 сентября в матче Кубка Глазго против «Бэттлфилда», в котором «Селтик» победил со счётом 7:1. Первый гол за «бойз» Кэмпбелл забил 18 октября, отправив мяч в ворота «Уишо Тисл» в матче Кубка Шотландии. Талантливый техничный нападающий сразу же получил прочное место в основе, сыграв в дебютном сезоне 26 матчей и отличившись 12 раз. 14 февраля 1891 года Кэмпбелл помог «Селтику» завоевать его первый трофей в истории, забив два мяча в финале Кубка Глазго («бойз» одержали победу над «Терд Ланарк» со счётом 4:0).
В 1891 году в одной из игр за резервный состав Кэмпбелл забил 12 голов, чем установил новый клубный рекорд. Первоначально он играл на позиции левого крайнего нападающего, составив на фланге отличный атакующий дуэт с Сэнди Макманом. В дальнейшем, однако, тренеры часто использовали его на позиции инсайда или в центре нападения.
В сезоне 1891/92 «Селтик» выиграл свой первый Кубок Шотландии. В финальном матче 27 февраля со счётом 5:1 был разгромлен «Куинз Парк», при этом Кэмпбелл забил два гола.
В следующем сезоне «бойз» впервые стали чемпионами Шотландии. Кэмпбелл сыграл одну из ключевых ролей в этой победной кампании, забив 13 голов в 17 матчах, что также сделало его лучшим бомбардиром чемпионата. Триумф был повторён и в сезоне 1893/94.
В мае 1895 года Кэмпбелл неожиданно был продан в «Астон Виллу», один из ведущих английских клубов того времени. Уже во втором матче за новую команду 7 сентября нападающий забил четыре гола, когда «вилланы» разгромили со счётом 7:3 «Смолл Хит» в бирмингемском дерби. По ходу сезона Кэмпбелл продолжал забивать голы, отличившись в общей сложности 26 раз (и став лучшим бомбардиром Первого дивизиона), а его команда в итоге завоевала чемпионский титул. В следующем сезоне «Астон Вилла» не только повторила этот успех, но также выиграла Кубок Англии, сделав тем самым второй «золотой дубль» в истории английского футбола. В финальном матче 10 апреля вновь отличился Кэмпбелл, забив один из трёх голов в ворота «Эвертона». Спустя неделю, 17 апреля, он также стал первым футболистом, забившим гол на «Вилла Парк», стадионе, который остаётся домашней площадкой «Астон Виллы» до настоящего времени.
В августе 1897 года «Селтик» заплатил невероятную по тем временам для футбола сумму в 70 фунтов, чтобы вернуть нападающего. Эти затраты оправдались, так как по окончании сезона «бойз» вновь стали чемпионами, не потерпев ни одного поражения и лишь три матча сыграв вничью. В сезонах же 1898/99 и 1899/1900 Кэмпбелл вместе с клубом дважды подряд стал обладателем Кубка Шотландии. С началом сезона 1903/04 31-летний Кэмпбелл перешёл в «Терд Ланарк». Он помог клубу завоевать его первый чемпионский титул в истории, который для нападающего стал уже четвёртым в карьере. В следующем сезоне он также в четвёртый раз выиграл Кубок Шотландии.
Завершил карьеру футболиста в апреле 1906 года в возрасте 34-х лет.

## Карьера в сборной

### Матчи Кэмпбелла за сборную Шотландии
| Матчи и голы Кэмпбелла за сборную Шотландии | Матчи и голы Кэмпбелла за сборную Шотландии | Матчи и голы Кэмпбелла за сборную Шотландии | Матчи и голы Кэмпбелла за сборную Шотландии | Матчи и голы Кэмпбелла за сборную Шотландии | Матчи и голы Кэмпбелла за сборную Шотландии |
| ------------------------------------------- | ------------------------------------------- | ------------------------------------------- | ------------------------------------------- | ------------------------------------------- | ------------------------------------------- |
| №                                           | Дата                                        | Соперник                                    | Счёт                                        | Голы Кэмпбелла                              | Соревнование                                |
| 1                                           | 25 марта 1893                               | Ирландия                                    | 6 : 1                                       | -                                           | Чемпионат Британии 1893                     |
| 2                                           | 1 апреля 1893                               | Англия                                      | 2 : 5                                       | -                                           | Чемпионат Британии 1893                     |
| 3                                           | 26 марта 1898                               | Ирландия                                    | 3 : 0                                       | -                                           | Чемпионат Британии 1898                     |
| 4                                           | 2 апреля 1898                               | Англия                                      | 3 : 1                                       | -                                           | Чемпионат Британии 1898                     |
| 5                                           | 3 марта 1900                                | Ирландия                                    | 3 : 0                                       | 2                                           | Чемпионат Британии 1900                     |
| 6                                           | 7 апреля 1900                               | Англия                                      | 4 : 1                                       | -                                           | Чемпионат Британии 1900                     |
| 7                                           | 23 февраля 1901                             | Ирландия                                    | 11 : 0                                      | -                                           | Чемпионат Британии 1901                     |
| 8                                           | 2 марта 1901                                | Уэльс                                       | 1 : 1                                       | -                                           | Чемпионат Британии 1901                     |
| 9                                           | 30 марта 1901                               | Англия                                      | 2 : 2                                       | 1                                           | Чемпионат Британии 1901                     |
| 10                                          | 1 марта 1902                                | Ирландия                                    | 5 : 1                                       | -                                           | Чемпионат Британии 1902                     |
| 11                                          | 15 марта 1902                               | Уэльс                                       | 5 : 1                                       | 1                                           | Чемпионат Британии 1902                     |
| 12                                          | 9 марта 1903                                | Уэльс                                       | 1 : 0                                       | -                                           | Чемпионат Британии 1902                     |

Итого: 12 матчей / 4 гола; 9 побед, 2 ничьи, 1 поражение.

## Достижения

### Командные достижения
«Селтик»
- Чемпион Шотландской лиги (3): 1892/93, 1893/94, 1897/98
- Обладатель Кубка Шотландии (3): 1892, 1899, 1900
- Обладатель Кубка Глазго (3): 1891, 1892, 1894
- Обладатель Благотворительного кубка Глазго (5): 1892, 1893, 1894, 1895, 1899
- Обладатель Кубка британской лиги: 1902
- Победитель Лиги Глазго: 1898/99
- Победитель Межгородской лиги: 1899/00
- Победитель Благотворительного турнира «Рейнджерс»: 1902
- Итого: 18 трофеев

«Астон Вилла»
- Чемпион Первого дивизиона Футбольной лиги (2): 1895/96, 1896/97
- Обладатель Кубка Англии: 1897
- Обладатель Кубка Стаффордшира: 1896
- Обладатель Большого кубка Бирмингема: 1896
- Итого: 5 трофеев

«Терд Ланарк»
- Чемпион Шотландской лиги: 1903/04
- Обладатель Кубка Шотландии: 1905
- Обладатель Кубка Глазго: 1903
- Победитель Лиги Глазго: 1904/05
- Итого: 4 трофея

Сборная Шотландии
- Победитель Домашнего чемпионата Великобритании (3): 1900, 1902, 1903*
- Итого: 3 трофея

(* — разделённая победа)

### Личные достижения
- Лучший бомбардир Шотландской лиги: 1893
- Лучший бомбардир Первого дивизиона Футбольной лиги: 1896

## Статистика выступлений

### Обзор карьеры
| Команда                  | Период              | Официальные матчи | Официальные матчи |
| Команда                  | Период              | Игры              | Голы              |
| ------------------------ | ------------------- | ----------------- | ----------------- |
| Бенберб                  | 1889—1890           | 13+               | 3                 |
| Селтик                   | 1890—1895 1897—1903 | 320               | 188               |
| Астон Вилла              | 1895—1897           | 66                | 47                |
| Терд Ланарк              | 1903—1905           | 51                | 18                |
| Шотландия                | 1893—1903           | 12                | 4                 |
| Сборная шотландской лиги | 1893—1902           | 4                 | 3                 |
| Сборная Глазго           | 1892—1902           | 6                 | 2                 |
| Всего за карьеру         | Всего за карьеру    | 472+              | 265               |

### Клубная карьера
| Клуб              | Сезон             | Лига | Лига | Кубки | Кубки | Кубок Глазго | Кубок Глазго | Прочие | Прочие | Итого | Итого |
| Клуб              | Сезон             | Игры | Голы | Игры  | Голы  | Игры         | Голы         | Игры   | Голы   | Игры  | Голы  |
| ----------------- | ----------------- | ---- | ---- | ----- | ----- | ------------ | ------------ | ------ | ------ | ----- | ----- |
| Селтик            | 1890/91           | 14   | 6    | 5     | 2     | 5            | 4            | 2      | 0      | 26    | 12    |
| Селтик            | 1891/92           | 22   | 14   | 5     | 2     | 3            | 2            | 2      | 2      | 32    | 20    |
| Селтик            | 1892/93           | 17   | 13   | 5     | 1     | 5            | 4            | 3      | 3      | 30    | 21    |
| Селтик            | 1893/94           | 12   | 7    | 2     | 2     | 4            | 7            | 3      | 0      | 21    | 16    |
| Селтик            | 1894/95           | 9    | 3    | 4     | 3     | 3            | 0            | 1      | 0      | 17    | 6     |
| Селтик            | Итого             | 74   | 43   | 21    | 10    | 20           | 17           | 11     | 5      | 126   | 75    |
| Астон Вилла       | 1895/96           | 26   | 26   | 1     | 0     | -            | -            | 1      | 1      | 28    | 27    |
| Астон Вилла       | 1896/97           | 29   | 13   | 7     | 4     | -            | -            | 2      | 3      | 38    | 20    |
| Астон Вилла       | Итого             | 55   | 39   | 8     | 4     | 0            | 0            | 3      | 4      | 66    | 47    |
| Селтик            | 1896/97           | 0    | 0    | 0     | 0     | 0            | 0            | 1      | 0      | 1     | 0     |
| Селтик            | 1897/98           | 18   | 8    | 2     | 2     | 4            | 1            | 10     | 7      | 34    | 18    |
| Селтик            | 1898/99           | 11   | 2    | 5     | 2     | 3            | 1            | 10     | 6      | 29    | 11    |
| Селтик            | 1899/00           | 16   | 7    | 6     | 3     | 3            | 2            | 10     | 7      | 35    | 19    |
| Селтик            | 1900/01           | 20   | 10   | 5     | 3     | 2            | 1            | 7      | 3      | 34    | 17    |
| Селтик            | 1901/02           | 14   | 9    | 4     | 3     | 3            | 5            | 13     | 11     | 34    | 28    |
| Селтик            | 1902/03           | 15   | 13   | 5     | 2     | 3            | 2            | 4      | 3      | 27    | 20    |
| Селтик            | Итого             | 94   | 49   | 27    | 15    | 18           | 12           | 55     | 37     | 194   | 113   |
| Всего за «Селтик» | Всего за «Селтик» | 168  | 92   | 48    | 25    | 38           | 29           | 66     | 42     | 320   | 188   |
| Терд Ланарк       | 1903/04           | 21   | 6    | 2     | 1     | 2+           | 1+           | 4      | 0      | 29+   | 8+    |
| Терд Ланарк       | 1904/05           | 16   | 6    | 1     | 0     | ?            | ?            | 2      | 1      | 19+   | 7+    |
| Терд Ланарк       | Итого             | 37   | 12   | 3     | 1     | 5            | 4            | 6      | 1      | 51    | 18    |
| Всего за карьеру  | Всего за карьеру  | 260  | 143  | 59    | 30    | 43           | 33           | 75     | 47     | 437   | 253   |